# Eugenia aceitillo
Eugenia aceitillo là một loài thực vật thuộc họ Myrtaceae. Đây là loài đặc hữu của Cuba. Chúng hiện đang bị đe dọa vì mất môi trường sống.